# Delahaye Type 163

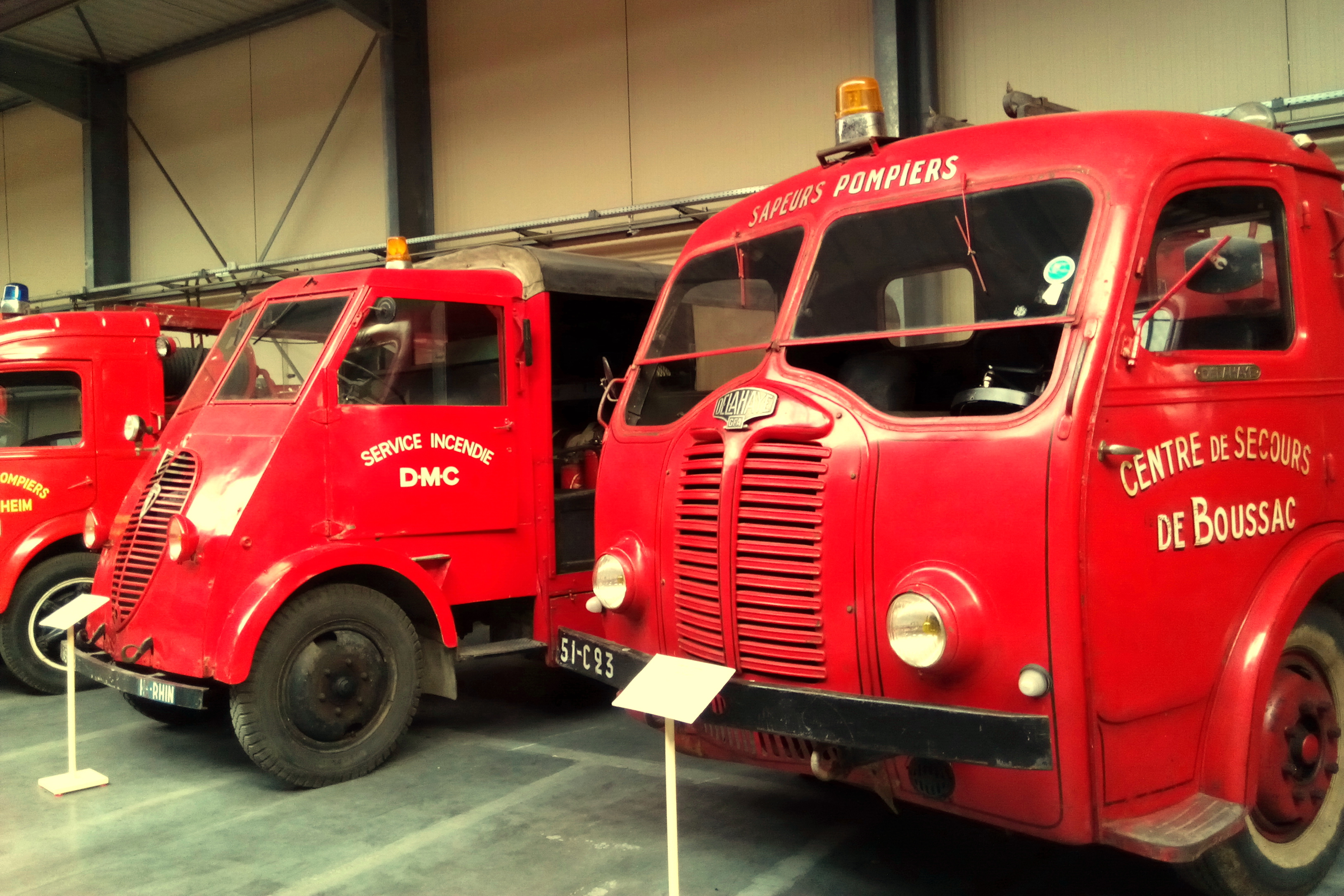
Rechts im Bild: Frontpartie eines Delahaye Type 163

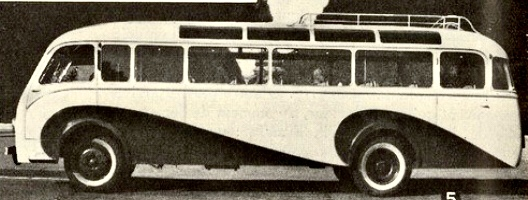
Delahaye Type 163 Bus mit extra langem Radstand von 4700 mm

Der Delahaye Type 163 ist ein Lkw-Modell. Hersteller war Automobiles Delahaye in Frankreich.

## Beschreibung
Die Fahrzeuge wurden zwischen 1946 und 1954 hergestellt.
Es gab die Ausführungen Type 163, Type 163 D, Type 163 S, Type D 163 T, Type 163 B, Type D 163 B, Type S 163 R und Type D 163 TR. Die Nutzlast beträgt zwischen 4 und 5 Tonnen. Ein Bild zeigt eine Variante als Frontlenker.
Vier verschiedene Otto- und Dieselmotor und fünf verschiedene Fahrgestellgrößen standen zur Wahl. Bekannt sind ein Sechszylinder-Ottomotor und ein Vierzylinder-Dieselmotor mit 5,7 Liter Hubraum.
Die meisten der 4500 hergestellten Fahrzeuge wurden exportiert.